# Alan Empereur
Alan Pereira Empereur (Ipatinga, 10 de março de 1994) é um futebolista ítalo-brasileiro que joga como zagueiro e lateral-esquerdo. Atualmente, defende o Mirassol, emprestado pelo Cuiabá.

## Carreira

### Categorias de base
Alan jogou pelos clubes locais Associação Esportiva e Recreativa Usipa e Associação Atlética Aciaria. De lá, foi para a categoria de base do Atlético Mineiro, onde jogou em torneios juvenis. Durante um campeonato em São Paulo em 2007, ele chamou a atenção do agente Camilo Abranches, que ofereceu um contrato para se juntar à categoria de base da associação italiana Fiorentina. Através de sua descendência italiana, vinda do seu avô paterno, foi possível registrar um passaporte italiano, o que facilitou a transferência.
Pela Fiorentina, Alan passou pelas categorias sub-15 e sub-17 até chegar no time sub-19 (Primavera) em 2010. Lá, participou de 59 jogos em quatro temporadas. Eventualmente, tornou-se capitão da equipe e treinou com a equipe principal da Viola.

### Profissional

#### Futebol italiano
Em janeiro de 2014, foi anunciado que Alan se juntaria à Teramo por empréstimo. Entretanto, as negociações, que continuaram por uma semana, eventualmente fracassaram devido à falta de prazo para inscrever o atleta.
Alan então foi emprestado para a Ischia na terceira divisão italiana (Lega Pro) em agosto. Ele fez sua estreia no dia 31 do mesmo mês, jogando todos os 90 minutos da derrota por 1 a 0 contra o Benevento. A Ischia terminou perto das últimas posições da tabela na sua única temporada lá, mas Alan foi visto como um dos melhores jogadores do time daquele ano.
No retorno à Fiorentina em fevereiro de 2015, ele novamente foi emprestado, desta vez por cinco meses para o Livorno, que na época estava na Serie B. Sua única partida pelo clube foi numa vitória de 5 a 2 contra o Bari.
Em julho, assinou um contrato definitivo de três anos com o Teramo. Entretanto, menos de dois meses depois, Alan e Teramo concordaram em rescindir o contrato. Sua única partida pelo Teramo foi em 9 de agosto, quando jogou os 90 minutos da derrota por 2 a 0 contra o Cittadella pela Coppa Italia.
Alan então assinou um contrato de três anos com a Salernitana em agosto; estreou em setembro contra a Ternana.
Em julho de 2016, Alan assinou um contrato de três anos com o clube Foggia.
Em agosto de 2018, assinou com o Hellas Verona, que na época estava na Serie B. Fez seu primeiro gol na partida do Campeonato Italiano contra o Perugia em 2019.

### Palmeiras
Em novembro de 2020, Empereur foi anunciado como novo reforço do Palmeiras. Ele assinou um contrato de empréstimo até junho de 2021. Fez sua estreia dois dias depois da sua contratação, ao jogar contra o Ceará pela Copa do Brasil.
Pelo clube Palmeirense, foi campeão da Libertadores da América e da Copa do Brasil.

#### Retorno ao Hellas Verona
No meio de junho de 2021, foi noticiado que o Palmeiras não renovaria o contrato de empréstimo de Empereur, que iria até o fim do mês. O Alviverde tentou prorrogar o vínculo de empréstimo com o Hellas Verona, mas não houve acordo com o clube italiano.
Em 30 agosto de 2021, o Hellas Verona anunciou a rescisão de contrato em comum acordo com Empereur.

### Cuiabá
Em setembro de 2021, Empereur assinou um contrato com o Cuiabá, válido até o fim de 2023.
Em janeiro de 2024, renovou seu contrato com o Cuiabá, assinando uma extensão até o fim de 2026.

### Mirassol
Em janeiro de 2025, foi anunciado como novo reforço do Mirassol. O zagueiro assinou um contrato de empréstimo válido até o final de 2025.

## Títulos
Foggia
- Lega Pro: 2016–17 (Grupo C)[carece de fontes?]
- Supercoppa Lega Pro: 2017[carece de fontes?]

Palmeiras
- Copa Libertadores da América: 2020 e 2021[carece de fontes?]
- Copa do Brasil: 2020[carece de fontes?]

Cuiabá
- Campeonato Mato-Grossense: 2022, 2023 e 2024[carece de fontes?]

### Categorias de base
Fiorentina
- Coppa Italia Primavera: 2010–11[carece de fontes?]
- Supercoppa Primavera: 2011[carece de fontes?]